# Édouard Brézin
Édouard Brézin (* 1. Dezember 1938 in Paris) ist ein französischer theoretischer Physiker.

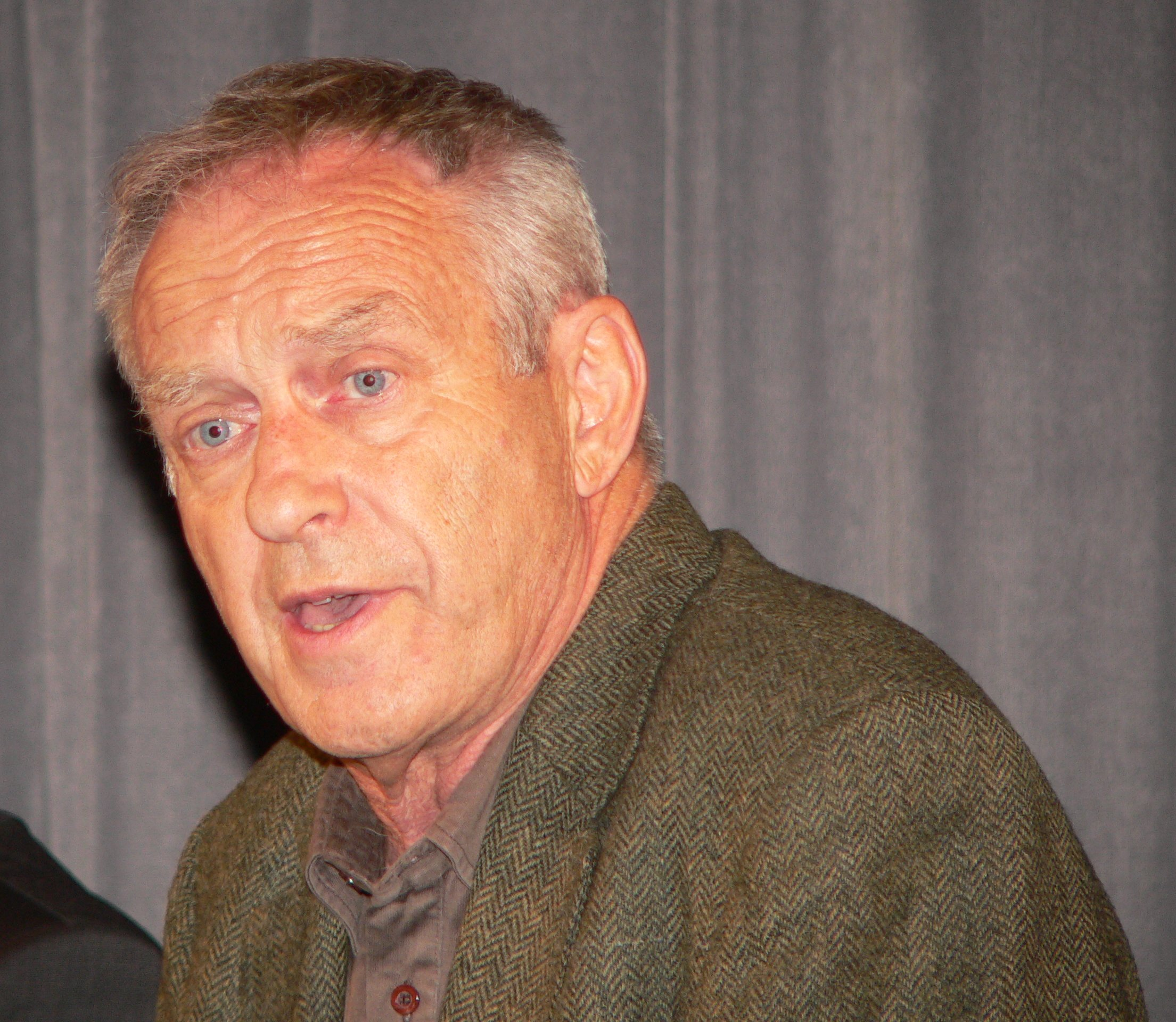
Édouard Brézin (2007)

## Leben
Brezin studierte 1958 bis 1960 an der École polytechnique und promovierte 1969 an der Universität Paris. Von 1963 bis 1986 arbeitete er als theoretischer Physiker am französischen Kernforschungszentrum in Saclay. Außerdem war er 1974 bis 2004 Professor an der École polytechnique und seit 1986 Mitglied des Labors für theoretische Physik der École normale supérieure (wobei er offiziell 1989 bis 2006 Professor an der Universität Paris VI Pierre et Marie Curie war), deren Physik-Fakultät er 1986 bis 1991 leitete. Er war Gastprofessor an der Princeton University (1971–1972), in Harvard (1974/75, als Loeb Lecturer, und erneut 1982), an der Universität Oxford (1983) und der Universität Amsterdam (2000, als van der Waals Lecturer).
Brezin befasst sich mit
- Quantenfeldtheorie,
- der Theorie der Phasenübergänge in der statistischen Mechanik (im Anschluss an Kenneth Wilsons Renormierungsgruppen-Theorie),
- Störungstheorie hoher Ordnung in der Quantenmechanik
- und der Theorie der Zufallsmatrizen.

Dabei arbeitete er unter anderem mit Jean Zinn-Justin, Claude Itzykson und Anthony Zee zusammen.
Brezin ist seit 1991 Mitglied der französischen Akademie der Wissenschaften, deren Präsident er 2005 bis 2006 war. Er ist seit 2003 Mitglied der National Academy of Sciences, der American Academy of Arts and Sciences, der Royal Society (2006), der Academia Europaea (2004) und Fellow der American Association for the Advancement of Science (2013). Brezin ist Offizier der Ehrenlegion, Träger des Großkreuzes des nationalen Verdienstordens von Brasilien und Kommandeur des nationalen Verdienstordens in Frankreich und Italien. 1991 bis 2005 war er Mitglied des und Professor am Institut Universitaire de France. 2003 bis 2004 war er Präsident der französischen physikalischen Gesellschaft. 1989 erhielt er den Preis der drei Physiker, 1981 den Prix Ampère der französischen Akademie der Wissenschaften und 1974 den Prix Paul Langevin der französischen physikalischen Gesellschaft. 1986 erhielt er den Gentner-Kastler-Preis. 1992 bis 2000 war er Präsident des Verwaltungsrats der CNRS. Er war im Beirat des International Centre of Theoretical Physics (ICTP) in Trieste, der israelisch-palästinensischen Wissenschaftsorganisation und des Instituts für theoretische Physik in Peking. 1995 bis 2001 war er Präsident des wissenschaftlichen Rats der Électricité de France (EDF).
2011 erhielt er mit John Cardy und Alexander Zamolodchikov die Dirac-Medaille (ICTP).